# Birthday Girl
Birthday Girl és una pel·lícula del 2001 dirigida per Jez Butterworth i protagonitzada per Nicole Kidman i Ben Chaplin.

## Argument
La història es basa en el clàssic mite de Barbablava: una parella es forma ràpidament i, a poc a poc, un d'ells descobreix que l'altre no és qui pretén ser. A la pel·lícula, el jove ingenu s'adona que s'ha casat amb una estafadora... de qui està enamorat.

## Repartiment
- Nicole Kidman: Sophia, àlias Nadia
- Ben Chaplin: John Buckingham
- Vincent Cassel: Alexei
- Mathieu Kassovitz: Yuri

## Crítica
- El guió, que té un petit poder d'enganxar inicialment, desemboca aviat en la més absoluta inanitat. (...) de tan baixa capacitat per crear intriga que fa pena veure aquesta excel·lent actriu posada en una cosa tan basta.[2]